# Nocturnal Depression
Nocturnal Depression — французская группа, играющая в жанре депрессивно-суицидальный блэк-метал, образованная в 2004 году в Гренобле.

## История
Группа была основана двумя музыкантами, известными под псевдонимами Lord Lokhraed и Herr Suizid, которые познакомились в 1993 году во время обучения в музыкальной школе. К началу совместного творчества музыкантов подтолкнули схожие музыкальные вкусы и взгляды на композицию и настроение песен. Музыка Nocturnal Depression задумывалась как медленные композиции в стиле ноктюрн, сочетавшие применение приёмов композиторов периода романтизма — Дебюсси, Верди, Шопена — и инструментария блэк-метала — тремоло и дисторшн. Среди основных источников вдохновения музыкантов — группы Forgotten Tomb, Nargaroth и Bethlehem, а также альбомы Filosofem и Dance of December Souls.
Изначально Herr Suizid отвечал за всю инструментальную и композиционную часть, а Lord Lokhraed — за вокал. Первые демо-записи и альбомы записывались в домашних условиях на магнитофон, каждый инструмент записывался одним дублем. Во время работы над записью Suicidal Thoughts музыканты беседовали с пациентами психиатрической лечебницы, пытавшимися совершить самоубийство, чтобы лучше понять мысли человека в этот момент. Сначала демо-записи распространялись бесплатно среди друзей и родственников. Лишь в 2004 году, после прихода популярности к таким DSBM-группам, как Forgotten Tomb и Shining, демо-записи стали выпускаться официально. Так, кассета Fuck Off Parisian Black Metal Scene была записана в 1999 году, но выпущена лишь в 2005 году. После начала выхода демо-записей, создававших впечатление работ на уровне полноценных альбомов, группа быстро сделала себе имя в андеграундной среде.
После записи Four Seasons to a Depression группа стала постепенно переходить на более качественное оборудование и начала работать с новыми звукорежиссёрами с целью повышения качества звука в своих композициях. С 2006 по 2011 год Nocturnal Depression выпускали по альбому в год. С 2008 года в записи стали участвовать дополнительные музыканты. Тем временем, Herr Suizid стал постепенно отстраняться от группы — на альбомах 2010—2014 годов он указан лишь как дирижёр, в работе над альбомом 2015 года участия не принимал. Lord Lokhraed, в свою очередь, постепенно перешёл от игры на гитаре во время живых выступлений к роли ведущего гитариста коллектива. Музыкант страдает от эктродактилии — на его левой руке только два пальца, вследствие чего ему пришлось изобретать особую технику игры на гитаре.

## Участники
| Нынешний/основной состав - Lord Lokhraed — вокал, гитара (с 2004) - Avskrius — гитара (с 2013) Нынешние участники на живых выступлениях - Krahne — бас-гитара - Morkhod — ударные | Бывшие участники основного состава - Abalam — гитара - Herr Suizid — все инструменты (2004—2012) - V. — гитара, вокал (2012—2014) Бывшие участники на живых выступлениях - Modii — бас-гитара - Obeyron — гитара - Asher — ударные (2013) |

## Дискография

### Студийные альбомы
- Nostalgia — Fragments of a Broken Past (2006)
- Soundtrack for a Suicide — Opus II (2007)
- Reflections of a Sad Soul (2008)
- The Cult of Negation (2010)
- Suicidal Thoughts MMXI (2011)
- L’Isolement (EP) (2013)
- Near to the Stars (2014)
- Spleen Black Metal (2015)
- Deathcade (2017)
- Tides of Despair (2019)
- Perpétuelle Eclipse (2024)

### EP
- When My Time Has Come (2022)

### Демо
- Suicidal Thoughts (2004)
- Near to the Stars (2004)
- Soundtrack for a Suicide (2005)
- Fuck Off Parisian Black Metal Scene (2005)
- Four Seasons to a Depression (2006)

### Сплиты
- Nocturnal Depression & Funeral RIP (2006)
- Beyond the Light (2009)
- Dismal Empyrean Solitude (2009)
- Nocturnal Depression / Kaiserreich (2010)
- Shadows of Tragedy (2011)
- Longing for Death (2014)
- Psychonaut 4 / Nocturnal Depression — Children Of The Night (2018)

### DVD
- Mankind Suffering Visions (2009)

## Рекорд-лейблы, с которыми работала/работает группа
- Whispering Nights Productions
- Eisiger Mond Production
- Sun & Moon Records
- Funeral Industries
- Winterreich Records
- Avantgarde Music